# 昭南陸軍刑務所事件
昭南陸軍刑務所事件（しょうなんりくぐんけいむしょじけん）は、旧日本軍の占領統治下にあったシンガポール（当時は昭南特別市）のオートラム路にあった昭南陸軍刑務所で、刑務所関係者が連合国人の俘虜・抑留者および一般市民多数を虐待し、俘虜・抑留者17人、一般市民24人を死亡させた事件。戦後、イギリス軍シンガポール裁判で44人が起訴され、39名が有罪、うち5人が死刑の判決を受けた。

## 事件
1942年2月15日から1945年8月15日までの間に、シンガポール市内のオートラム路にあった陸軍刑務所で、同刑務所の関係者が共謀して、戦争の法規と慣例に違反して、同所に収容中の連合軍の俘虜・抑留者と一般市民を虐待し、連合国人約41名を死亡させた。
神谷(1967)は、死者の多くは、陸軍刑務所が開設される前の、憲兵隊の囚禁場時代の不適切な管理が原因で、囚禁場時代ないし陸軍刑務所開設後の短期間に相次いで衰弱死した病人と、戦争末期に食糧事情の逼迫や薬品の不足により死亡した病死者だったとしている。

## 戦犯容疑者の虐待
戦犯事件の容疑者は、1945年10月に事件の舞台となったオートラム刑務所に収容され、その後1946年1月にチャンギー刑務所に移された。戦犯容疑者の監視にあたった連合国軍関係者の多くは事件の被害者の関係者だったため、戦犯容疑者は虐待に遭い、特に同年11月にいわゆる首実検(被害者の視認による被告人の特定)によって陸軍刑務所の職員が特定されると、凄惨な虐待の標的となって容疑者全員が負傷したとされる。

## 裁判
戦後、イギリス軍シンガポール裁判で、同裁判の被告数では最多の44人が起訴された。
開廷以来2ヶ月の審理により、起訴取消しと無罪の合計5名を除いて、有罪39名、うち死刑5名、終身刑5名、懲役15年1名、12年4名、10年以下24名の判決が下った。
事件の当事者であった陸軍刑務所の所長、軍医、憲兵曹長のほか、南方総軍法務部の日高己雄部長、第7方面軍法務部の大塚操部長が死刑判決を受け、処刑された。